# Nätra-Sidensjö pastorat
Anundsjö-Skorpeds pastorat var ett pastorat i Örnsköldsviks kontrakt i stiftet Härnösands stift i Svenska kyrkan. Pastoratet uppgick 1 januari 2022 i Örnsköldsviks södra pastorat.
Pastoratskoden var 100606.
Pastoratet bildades 1999 och omfattade följande församlingar:
- Nätra församling
- Sidensjö församling